# El vientre de París
El vientre de París (Le Ventre de Paris) es la tercera novela de los veinte volúmenes que escribió Émile Zola dentro de la serie Les Rougon-Macquart. Se publicó en primer lugar por entregas en el diario L'etat desde enero hasta marzo de 1873; se editaría después en formato de libro en abril del mismo año.    

## Argumento

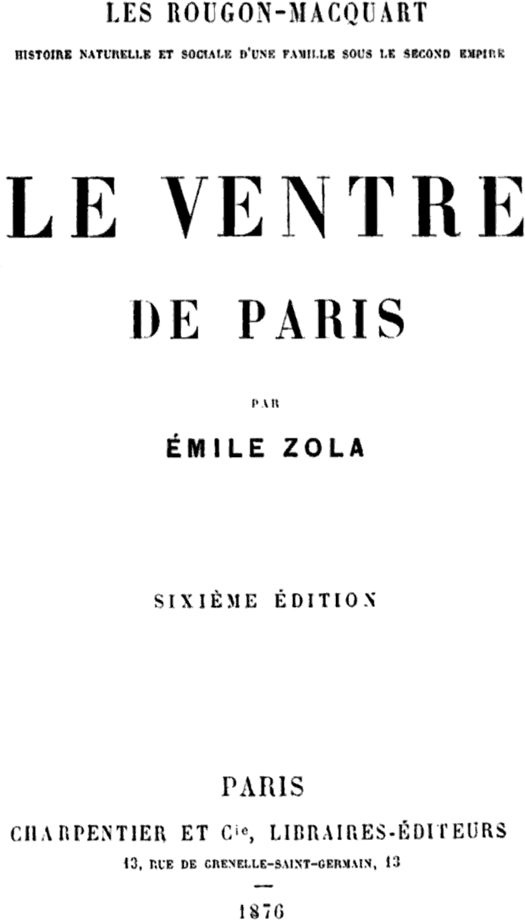

La obra pertenece al estilo literario denominado naturalismo en la que Zola describe entre frutas, verduras, carnes, pescados, embutidos y quesos, la vida cotidiana de la sociedad parisina en torno al nuevo mercado central de Les Halles de París, gigantesco edificio metálico con muros de cristal, que fue una de las construcciones parisinas más relevantes del II Imperio, construido entre 1854 y 1870 por Víctor Baltard y derribado cien años después. 
En este bodegón literario Zola narra el regreso de Florent (quien ha vivido deportado en Cayena durante años) a una ciudad en la que vivió su juventud y en la que se reencuentra con su hermano menor Quenu, casado con Lisa Macquart. Florent se dedica contra su voluntad a ejercer de inspector de pescado en el mercado central y encuentra en su tiempo libre su verdadera vocación, la docencia y la política. Con un grupo de correligionarios conspirará contra el Segundo Imperio y, al final, sus actividades le conducirán a una nueva deportación.

## Personajes
- Florent. Es el protagonista de la novela. Bondadoso, tímido, idealista y desprendido, había sido deportado injustamente a Cayena en los momentos del golpe de Estado que encumbró a Napoleón III. Escapado del destierro, a su regreso a París dedica sus esfuerzos a construir una sociedad distinta, igualitaria y más justa. Ingenuo y crédulo, es engañado por casi todos y su fracaso final significa la derrota del idealismo frente a los interés materiales.
- Quenu. Hermano pequeño del anterior. Muchacho sencillo que se deja influir por su mujer, Lisa. Nada puede hacer para evitar la desgracia final de Florent.
- Lisa Macquart. Es el hilo conductor en la novela dentro de la saga de los Rougon-Macquart. Es hija de Antonio Macquart y en la primera de las novelas de la serie, La fortuna de los Rougon, había aparecido tangencialmente: simplemente se nos decía que se había ido a París desde Plassans como señorita de compañía de una dama. A la muerte de esa dama conoce a Quenu, con el que se casa y tiene una hija, Paulina, que será la protagonista de la novela La alegría de vivir, de la misma saga novelesca. Viven desahogadamente de una charcutería que el matrimonio tiene en los alrededores del mercado de Les Halles. Como la llegada de Florent sacude la paz familiar, Lisa denunciará las conspiraciones de Florente y será la causante de su arresto.
- Claude Lantier. Sobrino de Lisa y pintor bohemio, es el único que comprende los sentimientos idealistas de Florent. En la novela La obra de la misma serie de los Rougon Macquart será uno de los protagonistas principales.
- Otros personajes: la señora François, Marjolin, Cadine, la bella normanda, Sarriette, la señorita Saget, la señora Loqueur, Gavard y la señora Méhudin

## Significación
El título de la novela es, en realidad, una metáfora: El mercado de les Halles es el auténtico vientre de París en, al menos, dos acepciones: uno, elemental, en cuanto que en él van a almacenarse todas las mercancías que llegan diariamente a París y en él van a permanecer haciendo la digestión hasta que los productos sean comprados; pero, en segundo lugar, porque en él se desarrolla una lucha entre lo material, los alimentos y quienes allí trabajan y viven, y lo espiritual y quienes, como Florent, quieren cambiar la sociedad. Los primeros son egoístas e insolidarios, los segundos son desprendidos y fraternales (en el sentido de la Revolución Francesa). Por eso, los dos protagonistas/antagonistas (Lisa y Florent) son los símbolos de ambos campos, incluso aunque Florent no llegue ni a imaginar en su ingenuidad que haya sido Lisa quien lo traicionase. El pintor Claude Lantier, por boca del cual habla frecuentemente Zola, lo explica muy bien en un pasaje simbólico sobre la lucha de los "gordos" contra los "flacos". El resultado es el esperado: los "gordos", los materialistas, los burgueses y pequeños comerciantes, derrotarán totalmente a los "flacos", a los idealistas y revolucionarios.
El final de la novela no puede ser más pesimista: enviado de nuevo Florent a la Guayana, Claude Lantier se paseaba por el escenario de la novela y "notaba una alegría que despertabaen el gran Mercado sonoro, en el barrio repleto de alimentos amontonadas. Era como el gozo de una curación, un alboroto más fuerte de gente aliviada por fin de un peso que le molestaba en el estómago" (pág. 329). El narrador va pasando revista a través de Claude a todos los personajes que han intervenido en el drama para concluir con la frase/síntesis de la novela: "¡Qué bribonas las personas decentes!" (pág. 331).

## Los mercados de Les Halles frente a la iglesia de San Eustaquio

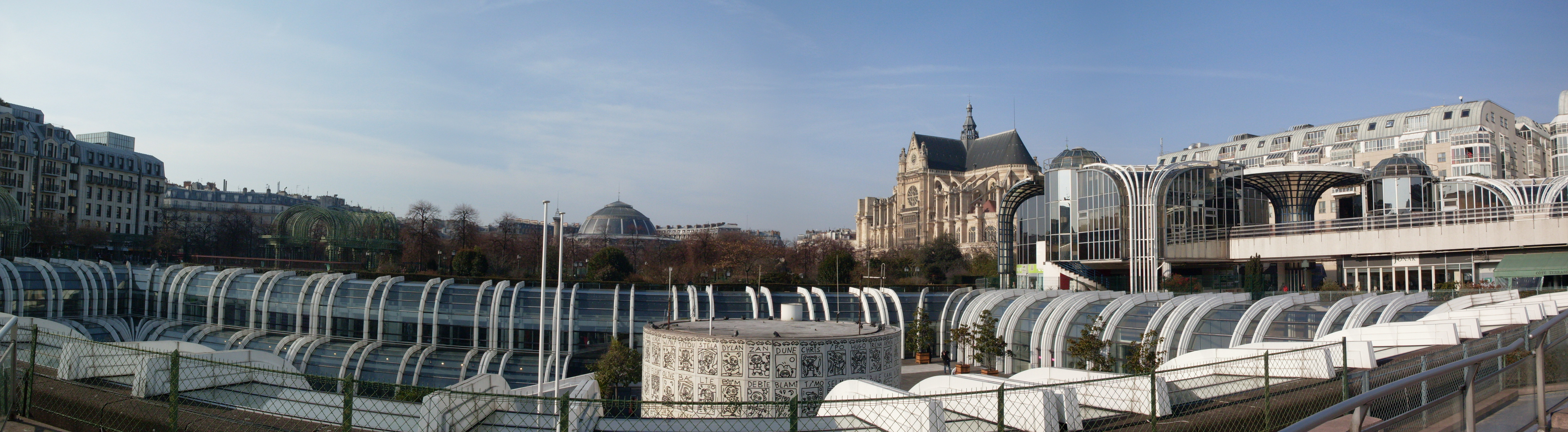
Panorama del Forum des Halles, con la Iglesia de San Eustaquio y la Bolsa de Comercio en el fondo

Para construir el mercado de Les Halles hubo que derruir todo un barrio entero de París que databa de la Edad Media. El único edificio que se respetó fue la iglesia de San Eustaquio. Zola ve una oposición neta entre los dos edificios: San Eustaquio, símbolo del pasado, de la Edad Media y de un mundo religioso que estaba a punto de perecer; frente a Les Halles, moderno y materialista: «Es una curiosa coincidencia (dice Claude Lantier a Florent) ese trozo de iglesia enmarcado bajo esa avenida de hierro colado... Éste matará a aquél, el hierro matará a la piedra, y los tiempos están cercanos...» (pág. 225).
La ironía de la historia es que, cien años después de haber hecho Zola esa profecía, se derribó el mercado y en la nueva explanada del Forum des Halles hoy todavía resplandece el impresionante edificio de la iglesia de San Eustaquio.

## Recepción de la novela en España
La primera edición española (en dos tomos) de El vientre de París  es de 1886, en una traducción de Enrique Meric para la Biblioteca "El Cosmos Editorial". Otras traducciones ya en el siglo XX pertenecen a Aníbal Troufe, a Esteban Moreno Astrana y a Mariano García Sanz.
La traducción más asequible hoy día es la de Esther Benítez, que se puede leer bien en la colección "El Libro de Bolsillo", de Alianza Editorial bien en la editorial Alba junto al tomo IV de la serie.